# Alcyonium megasclerum
Alcyonium megasclerum is een zachte koraalsoort uit de familie Alcyoniidae. De koraalsoort komt uit het geslacht Alcyonium. Alcyonium megasclerum werd in 2007 voor het eerst wetenschappelijk beschreven door Stokvis & van Ofwegen. 